# Крепость Святого Андрея
Форт Сант-Андреа в Венеции является крепостью, построенной в середине XVI века на остатках предыдущих оборонительных сооружений. Сейчас в руинах, является частью оборонительной системы лагуны Венеции.

## История
Крепость была разработана архитектором Вероны Микеле Санмикеле в 1484-1559 годах по заказу венецианского правительства. Форт расположен на одноимённом острове Св. Андрея (который относится к острову Ле Виньоле) и состоит из главного здания, построенного на остатках оригинальной башни XV века, и бастиона, на основе которого были размещены батареи. Отверстия в бастионе, прямоугольной формы, были размещены практически на уровне воды для того, чтобы выстрелом попадать как можно ближе к ватерлинии судов противника.
Внутри бастионов есть длинный свод казематов, увенчанный насыпью, которая служила для охраны боеприпасов. В центре бункера есть коридор, связывающий бастион с внутренним двором, в конце которого, на стороне двора, есть два слота для контактов лебёдки, используемые для перевозки боеприпасов. Кажется, что первоначально бастион и каземат были связаны, но позже разъединены.
Доступ в крепость происходит на противоположной стороне по отношению к бастиону, через канал, который отделяет порт со двора. Он обеспечивал защиту от доступа к задней части форта. С задней стороны отсутствовало какое-либо вооружение. Это было сделано в расчёте на мощь артиллерии (количеством 40 штук) которая, установленная под различными углами, не позволила бы любому судну пройти в обход крепости. Форт не был предназначен для оборонительной атаки на коротком расстояния, задачей было избежать любого подхода.

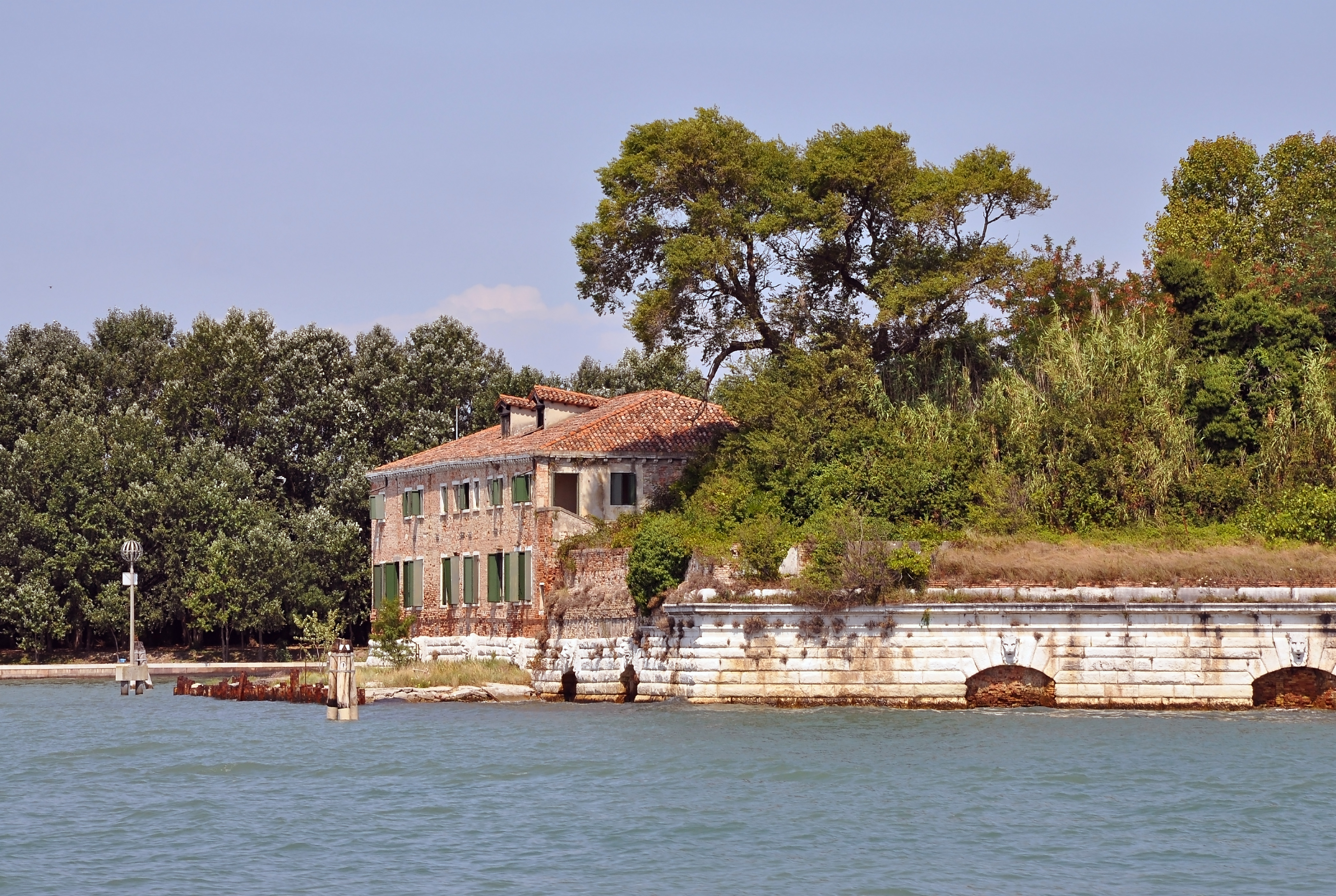
Южная часть крепости

С формальной точки зрения крепость является очень интересной в целом, но наиболее архитектурно привлекательна передняя часть, в которой расположены центральная дверь и две арки по обе стороны от неё. На передней части башни есть доска, посвящённая битве при Лепанто, увенчанная рельефным львом Святого Марка. На вершине башни есть терраса, где пол берёт на себя задачу сбора воды, которая поступает в центральное отверстие.
Позже здание используют в качестве казарм, а затем его подвергают восстановлению, чтобы избежать постоянного опускания в грунт. С этой целью была построена подпорка к югу от основы внешнего края, которая видна в воде в нескольких метрах от периметра форта. Это укрепило всю структуру и не допустило гибели крепости. Несмотря на огромные затраты на восстановление, не было никакого решения в отношении использования комплекса, который в настоящее время доступен только на частной лодке, захвачен сорняками и находится в плохом состоянии.
Форт был скорее не средством обороны, а формой устрашения. Крепость открыла огонь только один раз против вражеского корабля (Le Libérateur d’Italie), в 1797 году, накануне падения республики.
Описание комплекса и жизни, которая там происходила, осталось в мемуарах, авантюриста и писателя, Джакомо Казанова который был заключен в тюрьму в крепости, с марта по июль 1743.